# Japonologie
 (janvier 2016).
Les études japonaises, parfois appelées « japonologie », sont une discipline de l'orientalisme scientifique (voir également Études Asiatiques (en) et Études de l'Asie de l'Est) qui étudie le Japon, son histoire et sa culture à travers diverses disciplines scientifiques telles que la linguistique, la sociologie ou l'anthropologie. Elles ont été créées par le voyageur et médecin allemand Engelbert Kaempfer (1651-1716). 
Plusieurs termes existent pour désigner les personnes spécialistes du Japon : japonisant, japonologue ou encore japoniste. Depuis le XIXe siècle, ces termes ont des définitions variables. Les termes « japonisant » et « japoniste » désignent parfois des amateurs d'arts japonais. 

## Les études japonaises en France

### Les prémices des études japonaises (début XIXe siècle - 1930)
À la suite d'une longue fermeture, le Japon procède au milieu du XIXe siècle à une ouverture rapide, qui permet la diffusion d’objets japonais en France. L’intérêt pour la culture japonaise s’exporte dans la société française, auprès du public et des cercles japonisants, notamment durant les Expositions Universelles de Paris. Le Japon participe pour la première fois à l'Exposition universelle de 1867, la délégation japonaise est conduite par Tokugawa Akitake, Léon Dury, vice-consul de France à Yokohama sert d'interprète et de chargé de communication, il promeut des échanges culturels et commerciaux,  il soumet le projet d'une école japonaise à Paris, et des séjours d'étudiants français au Japon .    
De nombreux artistes et hommes de lettres, comme Claude Monet, Pierre Loti ou encore les Frères Goncourt, s'intéressent à l'art japonais, notamment les estampes japonaises et les arts décoratifs. Parallèlement, des érudits commencent à étudier la civilisation japonaise, notamment la littérature et la langue écrite. Des spécialistes comme Léon de Rosny ou Léon Pagès apparaissent et participent à l’émergence des toutes premières études japonaises en France, caractérisées par la création et l’institutionnalisation de cours de japonais à Paris. L’acquisition de connaissances sur la langue japonaise s’effectue également au sein de sociétés savantes, des organisations qui se multiplient au cours du XIXe siècle. Dans le domaine des arts japonais, des chaires d’enseignement sont également fondées mais seulement à partir du début du XXe siècle, notamment la chaire d’art de l’Extrême-Orient au Louvre en 1925, celle d’art japonais en 1927 occupée par Serge Eliseeff un orientaliste français d’origine russe, puis celle de l’histoire des religions du Japon à la Ve section de l’École pratique des hautes études en 1932. 

#### Le rôle des sociétés savantes
À partir de la seconde moitié du XIXe siècle, des sociétés savantes, plutôt portées sur les humanités ou civilisations que les sciences naturelles, se multiplient et recoupent des mouvements et des domaines intellectuels variés, comme l’orientalisme, l’américanisme ou l’ethnographie. La plupart des japonistes du XIXe siècle sont membres de ces organisations. La fondation de la Société d’Ethnographie américaine et orientale en 1859 en est un exemple. Elle est créée par quarante-deux personnes dont douze membres de l’Institut de France, sous l’égide de Léon de Rosny. Rapidement, la Société d’Ethnographie se subdivise en sous-sociétés ou « sociétés filles », en sections spécialisées. On en compte trois en 1887 : la Section de l’Extrême-Orient, la Société américaine de Paris et le Comité oriental et africain. Ces sociétés sont à l'origine de congrès et de rencontres scientifiques portant sur les civilisations orientales et extrême-orientales. Parmi eux, les Congrès internationaux des orientalistes, dont le premier se tient en septembre 1873 à Paris, constituent un moyen de réunir des études orientalistes du monde entier. Parallèlement à ces rassemblements organisés dans des grandes villes (Londres en 1874, Saint Pétersbourg en 1876, Florence en 1878, Leyde en 1883, Lisbonne en 1892, Rome en 1899) se développent des congrès provinciaux d’amateurs. Le premier Congrès, focalisé sur la civilisation japonaise, marque une véritable collaboration scientifique entre le Japon et la France avec une dizaine de Japonais présents lors des séances, et est un succès. Quelques mois plus tard, la  société des études japonaises, chinoises, tartares et indochinoises est créée. 
Dans le domaine institutionnel se développent également diverses sociétés intellectuelles, consacrées spécifiquement à la civilisation japonaise, ou des sociétés de collaboration entre la France et le Japon. Une des plus fameuses est la Société franco-japonaise de Paris, fondée le 16 septembre 1900 par les Amis de l’art japonais. Le Bulletin de la Société franco-japonaise de Paris est publié jusqu’en 1932, on compte soixante-quatorze numéros. Cette revue permet de publier les articles et les conférences des membres de la Société. Celle-ci compte environ un millier de membres sur une trentaine d’années. Ces membres sont des hommes d’affaires, des diplomates, mais également des amateurs d’art et des collectionneurs, dont Émile Guimet, un industriel et collectionneur d’art, Siegfried Bing ou Raymond Koechlin, journaliste et collectionneur. D’autres foyers de collaboration entre la France et le Japon apparaissent au début du XXe siècle : la Maison franco-japonaise en 1924, la Maison du Japon à Paris en 1929, l’Institut d’études japonaises de l’université de Paris en 1934. Les intérêts pour le Japon sont multiples, ils restent artistiques mais deviennent de plus en plus politiques, à la suite des victoires japonaises de la guerre sino-japonaise (1894 – 1895) et de la guerre russo-japonaise (1904 – 1905). 

#### Les études sur la langue japonaise
La pratique et l'étude de la langue japonaise en France au XIXe siècle est un apprentissage qui s’acquiert tout d’abord au contact des textes et de la traduction, puis grâce au développement de l’enseignement.
Les premiers savants à se pencher sur la langue japonaise reprennent d’anciens dictionnaires des missionnaires portugais ou des Hollandais qu’ils traduisent en français. La traduction n’est pas directe, du japonais au français. En 1825, Ernest Landresse traduit en français, l’Abrégé grammatical portugais du Père Rodriguez. De même, en 1862, Léon de Pagès conçoit son Dictionnaire français-japonais en traduisant le Dictionnaire portugais-japonais des Pères de la Compagnie de Jésus, il traduit également l’Essai de grammaire japonaise de J. H. Donker Curtius. Cette pratique de la traduction entre langues européennes permet une première approche de la langue japonaise. Parallèlement, une traduction directe, du japonais au français se développe dès les années 1820, avec l’arrivée d’ouvrages japonais anciens dans les collections publiques et privées françaises. Les nouveaux missionnaires envoyés au Japon au milieu du XIXe siècle jouent également un rôle dans l’élaboration de ressources sur la langue japonaise. L’abbé Eugène-Emmanuel Mermet-Cachon, envoyé aux îles Ryūkyū, apprend le japonais et publie en 1866 un dictionnaire japonais-anglais-français incluant pour la première fois des caractères sino-japonais, avec la collaboration de Léon Pagès. 
Ces méthodes d’acquisition et d’apprentissage de nature plutôt écrites sont au cœur de l'enseignement du début des années 1860 à Paris et permettent de voir apparaître les premières grammaires japonaises et manuels d'apprentissage de la langue, particulièrement ceux de Léon de Rosny :
- Introduction à l’étude de la langue japonaise, 1856
- Grammaire japonaise, accompagnée d’une notice sur les différentes écritures japonaises, d’exercices de lecture et d’un aperçu du style sinico-japonais, 1865
- Versions faciles et graduées de langue japonaise vulgaire, 1864
- Thèmes faciles pour l’étude de la langue japonaise (2e édition), 1892
- Cours pratique de langue japonaise, 1903

### Chercheurs francophones contemporains
Parmi les francophones contemporains, quelques spécialistes reconnus sont le philologue de linguistique comparée Charles Haguenauer, l'historien Pierre-François Souyri, le journaliste Philippe Pons, le sociologue Jean-François Sabouret, les géographes Philippe Pelletier et Augustin Berque ou encore Christian Sautter, la spécialiste de littérature classique Jacqueline Pigeot, les bouddhologues Jean-Noël Robert et Bernard  Faure. En Suisse romande, on mentionnera Jacques May, spécialiste  Nagarjuna et de son commentateur Chandrakîrti, ainsi que son élève Jérôme Ducor, bouddhologue, conservateur (1995-2019) du département Asie du Musée d'ethnographie de Genève.
Parmi les chercheurs enseignant à l'université en France :
- Au CERI, Sciences Po : la politologue Karoline Postel-Vinay et l'historien Jean-Marie Bouissou.
- À l'EPHE : l'architecte Nicolas Fiévé, l'historienne Charlotte von Verschuer.
- À l'EHESS : l'économiste Sébastien Lechevalier, les historiens Patrick Beillevaire et Guillaume Carré.
- À l'INALCO : François Berthier, Anne Bayard-Sakai, Jean-Michel Butel, François Macé, Emmanuel Lozerand, Christian Galan.
- À Paris Diderot : Cécile Sakai, Eric Seizelet, Daniel Struve, Claire-Akiko Brisset,  Julien Martine, David-Antoine Malinas sur la pauvreté, les inégalités et les mouvements sociaux, Nathalie Kouamé.
- À Toulouse 2 : Yves Cadot, Dan Fujiwara, Christian Galan, Mélanie Hours, Tomomi Ôta, Marie Parmentier.
- À Bordeaux 3 : Eddy Dufourmont et Christine Lévy en histoire, Makoto Asari en philosophie, Edwige Fujimoto de Chavanes en littérature, Anne Gossot en art, Eri Suzuki en didactique.
- À l'Institut d'Asie Orientale de Lyon : Guy Faure et Thierry Guthmann en sciences politiques, Yveline Lecler en économie politique, Natacha Aveline en économie foncière, Alain-Marc Rieu en recherche et innovation, Béatrice Jaluzot en droit japonais et Kurumi Sugita en sociologie du travail.

La Maison Franco-Japonaise de Tokyo accueille également quelques chercheur(e)s habituellement en poste pour quelques années.